# مایکل هر
مایکل هر (انگلیسی: Michael Herr; ۱۳ آوریل ۱۹۴۰ – ۲۳ ژوئن ۲۰۱۶) نویسنده و فیلم‌نامه‌نویس اهل ایالات متحده آمریکا بود.